# Terreiro de Jauá

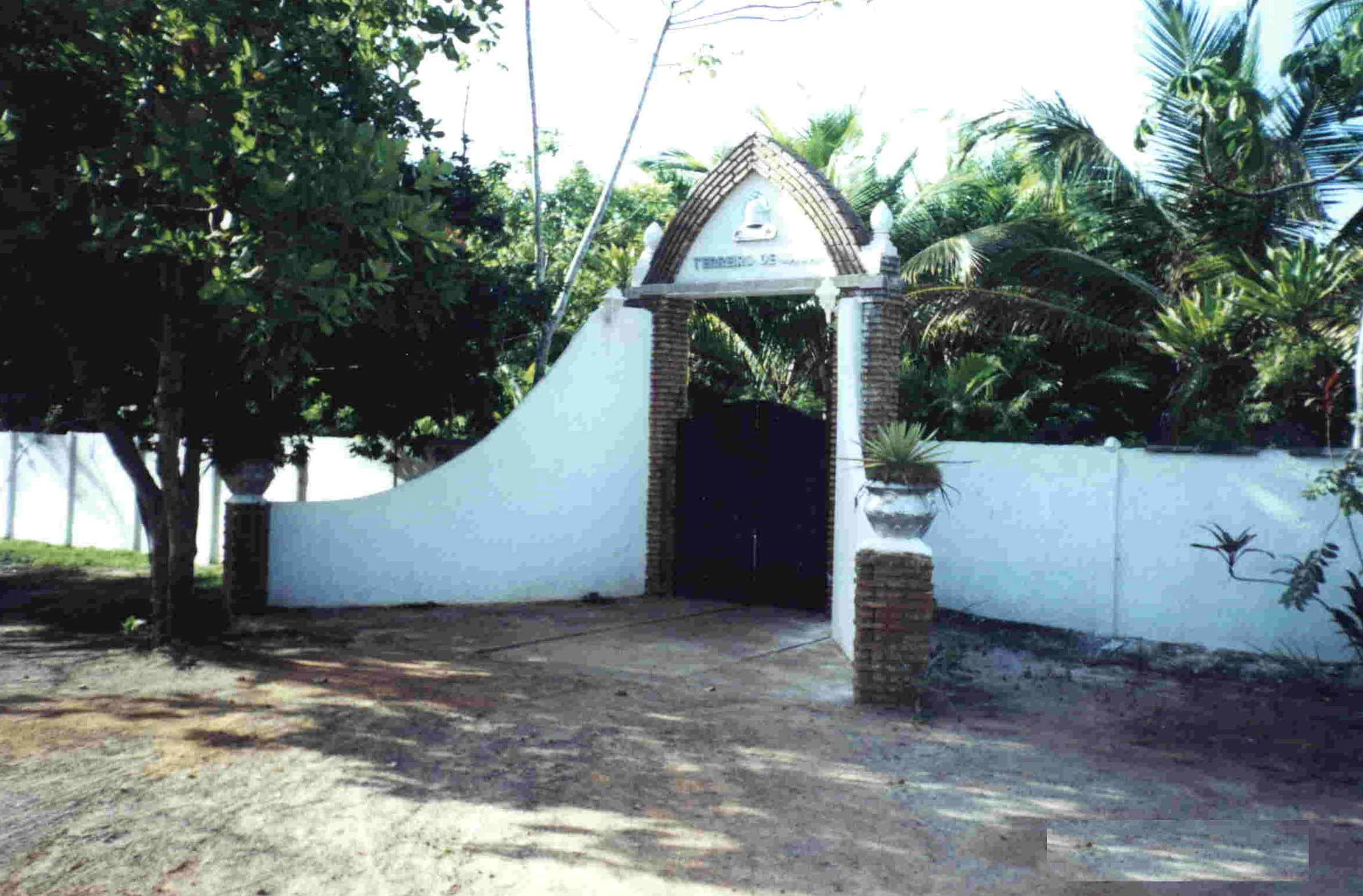

O Terreiro de Jauá, ou Manço Quilembecuetá Lemba Furamã (Manso Kilembekueta Lemba Furaman), localiza-se em Abrantes, Camaçari, no estado da Bahia, no Brasil.
É um terreiro de candomblé Bantu, da nação Angola-Muxicongo, e encontra-se tombado pelo Instituto Patrimônio Artístico e Cultural (IPAC) desde 11 de Novembro de 2006.

## História
O terreiro foi fundado em 1967 no Rio de Janeiro por Laércio Messias Sacramento, o Tata Laércio de Lemba. Em 1990, Laércio foi a Salvador para cumprir uma obrigação religiosa no Terreiro Bate Folha e acabou ficando na capital. Três anos depois, transferiu o terreiro para Jauá. Desde então mais de cem pessoas já foram iniciadas no local.
O nome do terreiro, Manço Quilembecuetá Lemba Furamã, dá a dimensão do trabalho desenvolvido ali. Manso significa casas, Quilembecuetá quer dizer sombras e Lemba Furamã é o nome do inquice (forças da natureza cultuadas pelos adeptos, nesse caso o da fecundidade). O candomblé de Jauá ocupa um espaço de 15 mil metros quadrados, com vegetação nativa e árvores sagradas africanas, como o baobá, além de uma lagoa de animais silvestres, como patos, gansos e pássaros da região.
O terreiro participa de projetos de cunho ambiental. Um exemplo é o Família Artesão, que ensina a cerca de 20 moradores da região a produção de artesanato com cipós da região. 
Outro é o Roupas de Sinhá, um projeto que beneficia cerca de 30 pessoas, entre costureiras e bordadeiras, no qual se confeccionam panos da costa e indumentárias para os inquices e para os filhos-de-santo da casa.
Há ainda serviços prestados para inclusão social e educação voltada para a manutenção, como ensino do quimbundo para serviços religiosos pelo Centro de Estudo e Pesquisa da Tradição da Origem Bantu, instalado no terreiro.

## Descrição

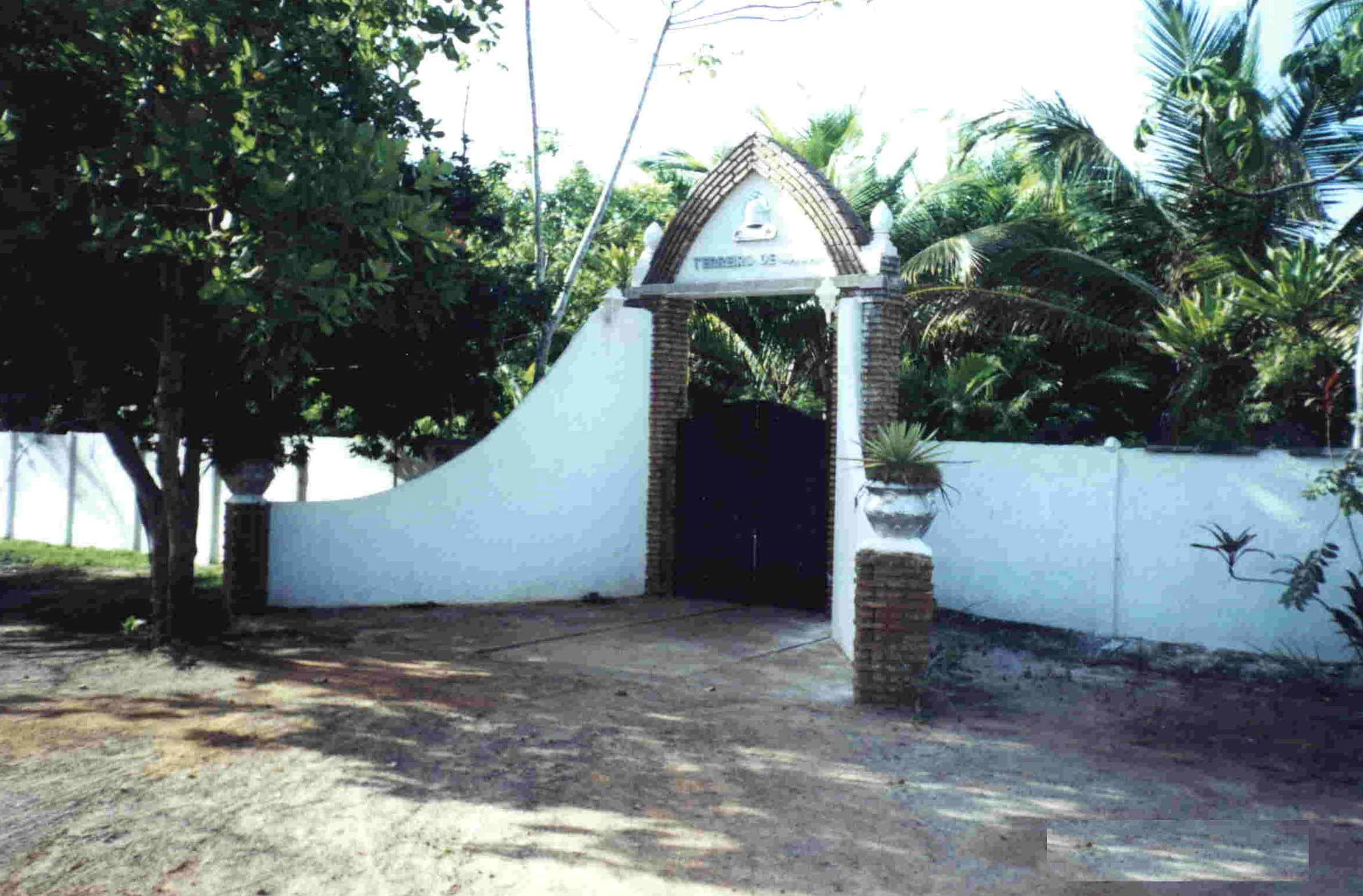
Entrada do Terreiro de Jauá, candomblé nação Angola-Muxicongo em Camaçari, Bahia

O Manço Quilembecuetá Lemba Furamã, assim como as casas de culto pertencentes ao Candomblé, realizam um 'culto à natureza', onde elementos naturais como árvores, pedras e lagos se transformam em epifanias divinas, e reporta-se aos inquices; acentua a relação intensa entre o homem e a natureza e sacraliza o espaço físico cotidiano, dando-lhe novos significados e modificando a percepção dos seus praticantes. A casa corresponde a um modelo ideal de configuração espacial de terreiros, permitido pela qualidade ambiental da área onde se encontra instalado aliado a sua dimensão, portando ecossistema aquático e terrestre no seu interior. Os assentamentos encontram-se distribuídos de acordo com uma lógica inerente a prática religiosa da nação angola, onde encontramos em sequência.
Os assentamentos de Inzila ao lado dos Caboclos; seguidos por Incoce, Catendê, Angorô e Caviungo; próximo a lagoa onde é cultuado Luenji pelo reflexo do assentamento na água; a direita ficam os sacrários de Quitembo, Luango e Mutalumbô.
A construção principal, onde se encontra O Barracão possuí os santuários de Bamburucema, Dandalunda, Lemba e Zaze, além do sacrário principal, de Lemba Furamã. Protegidos visualmente por uma cerca de nativos, fica a área do Umbaquice, espaço reservado a ritos iniciáticos específicos. A seguir encontra-se a casa de Anquita, de Invumbe, do inquice Incondi, e Imbanza de Inzila.
A área possui uma relação bastante equilibrada entre urbanização e preservação de ambientes naturais, condição fundamental para a manutenção do culto, onde se busca a manutenção de toda a flora necessária nos seus rituais.
Assim, o sítio que representa o Manço Quilembecuetá Lemba Furamã corresponde a um modelo de estabelecimento característico da religião afro-brasileira, onde os elementos da natureza são considerados sagrados, tornando-se, portanto, parte inseparável do conjunto construído correspondente à estrutura definitiva da configuração espacial dos terreiros. Nestes modelos de estabelecimento, por razões de culto, sempre se busca manter (idealmente) no seu âmbito um trecho de "mato" e quando possível um manancial conservado e outros elementos naturais, determinados por sua cosmovisão.